# Camăr
Camăr es una comuna ubicada en el distrito de Sălaj, Rumania.

## Superficie
Posee una superficie de 39,83 kilómetros cuadrados.

## Demografía
Hasta 2021 la población era de 1618 habitantes, con una densidad de población de 40,62 habitantes por kilómetro cuadrado.